# Альфа-маннозидоз
Альфа-маннозидо́з — редкое аутосомно-рецессивное наследственное заболевание из группы лизосомных болезней накопления, связанное с нарушением метаболизма олигосахаридов в результате снижения активности фермента лизосом альфа-маннозидазы. Также заболевание наносит ущерб в животноводстве.

## Эпидемиология
Распространённость альфа-маннозидоза во всём мире находится в диапазоне от 1 на 500000 до 1 на 1000000. Заболевание встречается во всех этнических группах в Европе, Америке, Африке и Азии.

## Патогенез
Генетически детерминированный дефект фермента α-маннозидазы, участвующего в расщеплении сложных углеводов в лизосомах ведёт к накоплению метаболитов внутри клетки с последующим нарушением её функции. Этот фермент кодируется геном MAN2B1, который расположен на коротком плече 19-й хромосомы (локус 19p13.2).

## Наследование

Аутосомно-рецессивный механизм наследования маннозидоза: оба родителя являются носителями дефектного гена (помечен красным кружочком). По законам Менделя вероятность того, что дети будут носителями мутантного гена (как их родители), — 50 %, вероятность рождения ребёнка без мутации — 25 %, вероятность рождения больного ребёнка — 25 %.

Маннозидоз наследуется, как и подавляющее большинство лизосомных болезней накопления, по аутосомно-рецессивному типу наследования. Следовательно, с одинаковой частотой встречается как у мужчин, так и у женщин. Заболевание клинически манифестирует только в случае, когда обе аутосомы, полученные по одной от отца и матери, являются дефектными (повреждение обеих копий гена MAN2B1, находящихся на гомологичных аутосомах, локус 19p13.2).

## Лечение
Лекарства от альфа-маннозидоза не создано. Лечение ограничивается проведением симптоматической терапии, направленной на уменьшение проявлений симптомов этого расстройства. В числе прочего, назначают препараты для профилактики развития припадков, пациентам с потерей слуха выдают слуховые аппараты, назначают массаж и лечебную физкультуру, чтобы облегчить проявления мышечной боли и слабости. В случаях, когда требуется иммобилизация мышц позвоночного столба, отдельным пациентам рекомендуются коляски. Несмотря на ранее опубликованные сообщения, пациентам рекомендуется проведение трансплантации костного мозга — выполненные в раннем возрасте операции способствуют замедлению прогрессирования этого заболевания.
Другие препараты: вельманаза альфа.